# Матысик, Милош
Ми́лош Маты́сик (пол. Miłosz Matysik; род. 26 апреля 2004, Белосток) — польский футболист, защитник лимасольского «Ариса».

## Карьера

### «Ягеллония»
Воспитанник футбольной академии белостокской «Ягеллонии». В январе 2020 года футболист стал игроком юношеской команды в возрастной категории до 19 лет. В ноябре 2020 года футболист также стал выступать за вторую команду клуба, а вскоре стал подтягиваться и к основному составу. Свой дебютный матч за клуб сыграл 7 февраля 2021 года в польском чемпионате против краковской «Вислы», выйдя на замену на 84 минуте. Затем футболист ещё несколько раз попадал в заявку основной команды клуба, однако продолжал выступать за юношескую команду. 
Новый сезон футболист начал в составе основной команды, начало которого пропустил. Первый матч сыграл 28 ноября 2021 года против варшавской «Легии», выйдя на замену на 66 минуте. Дебютный гол за клуб футболист забил 4 марта 2022 года в матче против мелецкой «Стали». На протяжении сезона футболист был одним из ключевых игроков белостокского клуба, отличившись забитым голом и результативной передачей. В следующих сезонах футболист продолжил выступать за клуб в роли одного из основных защитников. В декабре 2023 года футболист покинул клуб.

### «Арис» Лимасол
В декабре 2023 года футболист перешёл в кипрский клуб «Арис», с которым подписал пятилетний контракт. Дебютировал за клуб 14 января 2024 года в матче против лимасольского «Аполлона», выйдя на замену на 77 минуте.

## Международная карьера
В марте 2022 года футболист получил вызов в юношескую сборную Польши до 18 лет. Дебютировал за сборную 23 марта 2022 года в товарищеском матче против сборной Швейцарии. В сентябре 2022 года вместе с юношескую сборную Польши до 19 лет отправился на квалификационные матчи юношеского чемпионата Европы. Дебютировал за сборную 21 сентября 2022 года в матче против сборной Боснии и Герцеговины. По итогу отборочного раунда футболист вместе со сборной смог квалифицироваться в основной этап юношеского чемпионата Европы. Первый матч на групповом этапе турнира сыграл 3 июля 2023 года против сборной Португалии. По итогу группового этапа футболист вместе со сборной занял итоговое третье место и закончил своё выступление на турнире.
В сентябре 2023 года футболист получил вызов в молодёжную сборную Польши для участия в квалификационных матчах молодёжного чемпионата Европы. Дебютировал за сборную 8 сентября 2023 года в матче против сборной Косово. Дебютный гол за сборную забил 17 ноября 2023 года в матче против сборной Израиля.